# Comuna Pîlîpkivți, Nova Ușîțea
Pîlîpkivți (în ucraineană Пилипківці) este o comună în raionul Nova Ușîțea, regiunea Hmelnîțkîi, Ucraina, formată din satele Pîlîpkivți (reședința) și Zaboroznivți.

## Demografie
Componența lingvistică a comunei Pîlîpkivți
     Ucraineană (99,09%)
     Alte limbi (0,82%)
Conform recensământului din 2001, majoritatea populației comunei Pîlîpkivți era vorbitoare de ucraineană (99,09%), existând în minoritate și vorbitori de alte limbi.